# Markbädd
Markbädd är en del av en mindre anläggning för rening av avloppsvatten, för från ett hushåll upp till ett par hundra hushåll. 
Markbädden har, till skillnad från en infiltrationsanläggning, en tät botten och en uppsamlingsledning för det renade vattnet i botten av bädden. I markbädden rinner avloppsvattnet ned genom ett anlagt grusmaterial och renas på så sätt från organiskt material, fosfor och kväve. Fosforreningskapaciteten avtar med åren. Livslängden på en markbädd är 15-20 år. Markbädden föregås av en slamavskiljare, en trekammarbrunn, där avföring och toalettpapper avskiljs genom att det sedimenterar till botten. Ytvattnet rinner sedan över till den tredje kammaren och sedan till markbädden. Slamavskiljaren måste tömmas av en spolbil som kommer en eller ett par gånger per år.